# نسخ لغوي
هذه المقالة عن نسخ الخط، أما عن خط النسخ العربي فانظر خط النسخ. لتوضيح أكثر انظر توضيح النسخ
النقل أو النسخ في اللغة هو للألفاظ بمنزلة النقل (الترجمة) للمعاني، فالنقل هو ترجمة المعاني بلغة أخرى، والنسخ هو نقل الألفاظ إلى لغة أخرى.
- النسخ الصوتي هو نسخ اللفظ ورسمه بخط آخر، أي نقل الملفوظ في اللغة بأقرب لفظ إليه في اللغة أخرى. حينها يقال «نسخت الكلمة من الكلمة».
- النسخ الحرفي هو نسخ الحروف ورسمها بنظام كتابة آخر، أي إيقاع تقابل بين لغتين ومبادلة كل حرف بحرف وحرف واحد كلما أمكن. فهو محاولة للتوسط بين المنطوق والمكتوب. عندها يقال «نسخت الكلمة عن الكلمة».
- التعريب هو نقل لفظ أعجمي إلى اللغة العربية، بعد صبغه صبغةً عربيةً.